# La Lonja de Lérida
La Lonja de Lérida (en catalán La Llotja de Lleida) es un palacio de congresos y teatro de titularidad municipal ubicado en la ciudad de Lérida (Cataluña, España). El edificio ocupa la explanada donde se celebraba el antiguo mercado de frutas y verduras, conocido popularmente como el mercat dels pagesos, en el barrio de Pardiñas. 
El proyecto se financiará gracias a la construcción de dos torres de viviendas de 24 y 16 plantas situadas en el mismo terreno que la Lonja. Las obras del palacio se iniciaron en la primavera de 2007 y la inauguración oficial tuvo lugar el 21 de enero de 2010 con la representación de El trovador de Giuseppe Verdi, aunque ya fue estrenada en diciembre del 2009.

## Historia del proyecto

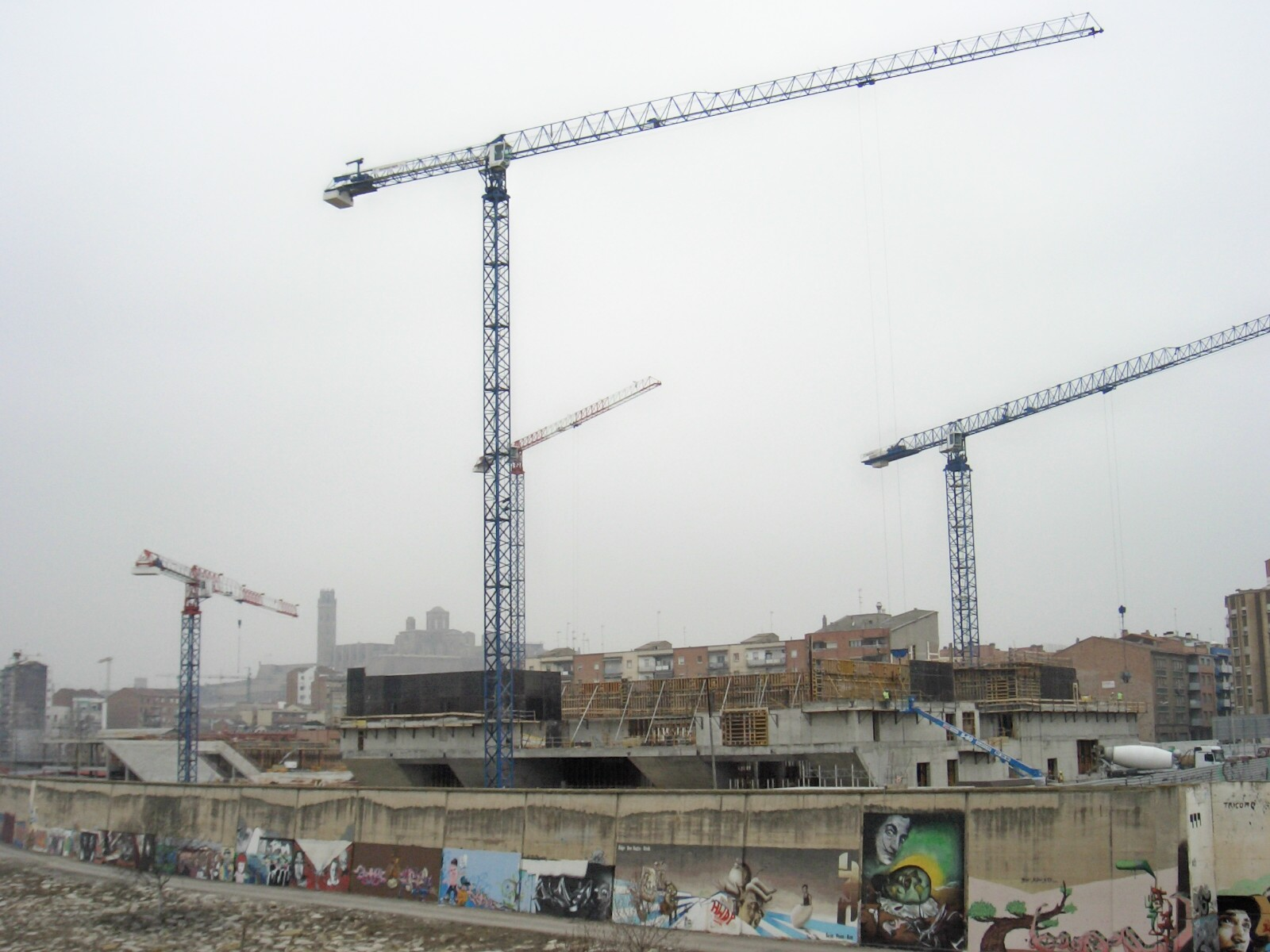
Estado de las obras (enero 2008)

La Paeria, nombre con el que se conoce el ayuntamiento de Lérida, justificó la necesidad de un edificio como La Lonja en el hecho de que Lérida es la segunda ciudad de Cataluña -después de Barcelona- en la organización de congresos y en la falta que tenía la ciudad de espacios adecuados para representar obras teatrales. 
En el año 2006 el ayuntamiento convocó un concurso internacional para diseñar un edificio, y siete gabinetes de arquitectura tomaron parte. De estos siete los ganadores fueron los neerlandeses Mecanoo. Cristina Fernández y Markus Lauber del estudio de arquitectura labb de Barcelona, han sido los encargados de llevar a cabo el proyecto y la dirección de obra de tal edificio emblemático.
Las obras se iniciaron en la primavera de 2007 y han concluido en enero del 2010. El 23 de marzo de 2010 se inaugura el edificio en presencia de los reyes de España.

## Características del edificio
El complejo de La Lonja tiene una superficie de 37.500 m². Cuenta con un auditorio, llamado Sala Ricard Viñes, con capacidad para 1000 personas y dos salas adicionales para 400 y 200 personas respectivamente. Esta última se puede dividir en seis salas independientes para 35 personas cada una. La boca escénica del auditorio Ricard Viñes es la tercera mayor de Cataluña, tan solo por detrás de la del Gran Teatro del Liceo, y del Teatro Nacional de Cataluña.
El tejado del palacio es de acceso público, sirviendo de mirador hacia el puente atirantado del ingeniero Javier Manterola, y hacia la  Seo Vieja. Las fachadas del edificio están revestidas con losas de piedra procedentes de Brasil, con un cromatismo a juego con el de la antigua catedral de la ciudad.
El edificio también acoge las oficinas del Centre de Negocios y Convenciones de Lérida, un espacio para usos diversos, un foyer (el hall del palacio) y lógicamente los servicios de restauración necesarios.
El complejo está dotado de un aparcamiento subterráneo con una capacidad de 471 vehículos.

## Polémicas

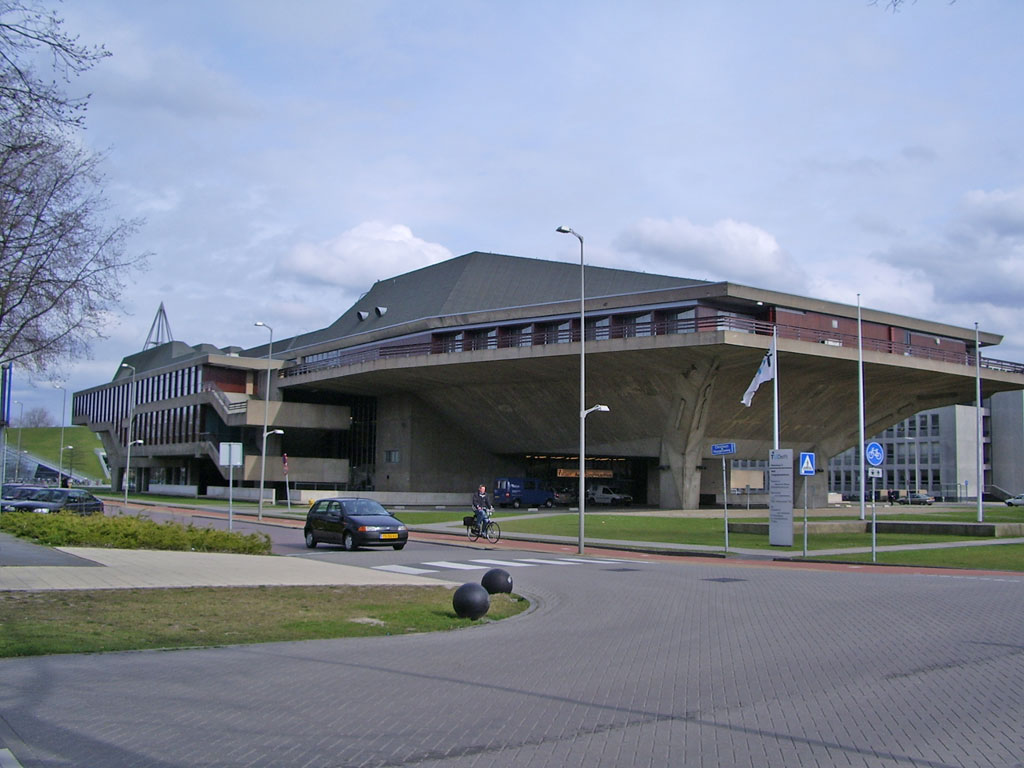
Aula Magna de la Universidad Técnica de Delft

La única polémica que podría citarse es la queja presentada por un participante en el concurso, Carlos Ferrater, que denunciaba que el edificio presentado por Mecanoo era un calco del Aula Magna de la Universidad Técnica de Delft, en la misma ciudad neerlandesa donde el gabinete ganador tiene su sede.
Y lógicamente las críticas de la oposición municipal que como única pega que podían abanderar era el hecho de que el futuro teatro municipal tuviera que compartir el mismo edificio que el palacio de congresos.